# Stanisław Eydziatowicz
Stanisław Eydziatowicz herbu Łuk Napięty – podkomorzy smoleński w latach 1701–1716, chorąży smoleński w latach 1693–1701, sędzia grodzki trocki w 1688 roku, podczaszy smoleński w latach 1683–1690, dworzanin skarbu Wielkiego Księstwa Litewskiego.
Poseł sejmiku smoleńskiego na sejm zwyczajny 1688 roku, sejm 1690 roku, sejm zwyczajny 1692/1693 roku, sejm nadzwyczajny 1693 roku, sejm 1695 roku. Poseł sejmiku smoleńskiego na sejm konwokacyjny 1696 roku. Po zerwanym sejmie konwokacyjnym 1696 roku przystąpił 28 września 1696 roku do konfederacji generalnej. 5 lipca 1697 roku podpisał w Warszawie obwieszczenie do poparcia wolnej elekcji, które zwoływało szlachtę na zjazd w obronie naruszonych praw Rzeczypospolitej. Deputat województwa smoleńskiego do rady stanu rycerskiego rokoszu łowickiego w 1697 roku. Konsyliarz konfederacji sandomierskiej 1704 roku z województwa smoleńskiego. Jako poseł województwa inflanckiego był uczestnikiem Walnej Rady Warszawskiej 1710 roku. Poseł smoleński na sejm nadzwyczajny 1712 roku i sejm nadzwyczajny (z limity) 1712/1713 roku.